# Soiuz TMA-08M
La Soiuz TMA-08M o Союз ТМА-08M (Designació americana: 34S) va ser un vol espacial tripulat del 2013 a l'Estació Espacial Internacional. Va transportar a tres membres de l'Expedició 35 a l'Estació Espacial Internacional. El TMA-08M va ser el vol número 117 d'una nau espacial Soiuz, que va començar en el 1967. Aquest Soiuz està programat per romandre acoblat a l'estació espacial per l'Expedició 36 per servir com a vehicle d'escapada d'emergència.
La Soiuz TMA-08M russa va utilitzar un nou perfil de vol d'encontre ràpid en sis hores desenvolupat per l'Agència Espacial Russa (RSA) i provada anteriorment amb la Progress M-16M i M-17M, en lloc de l'habitual de dos dies de trobada, fent possible que els membres de la tripulació a abandonar les instal·lacions de terra i situar-se a bord de l'Estació Espacial Internacional en menys temps que un típic vol transatlàntic.

## Tripulació

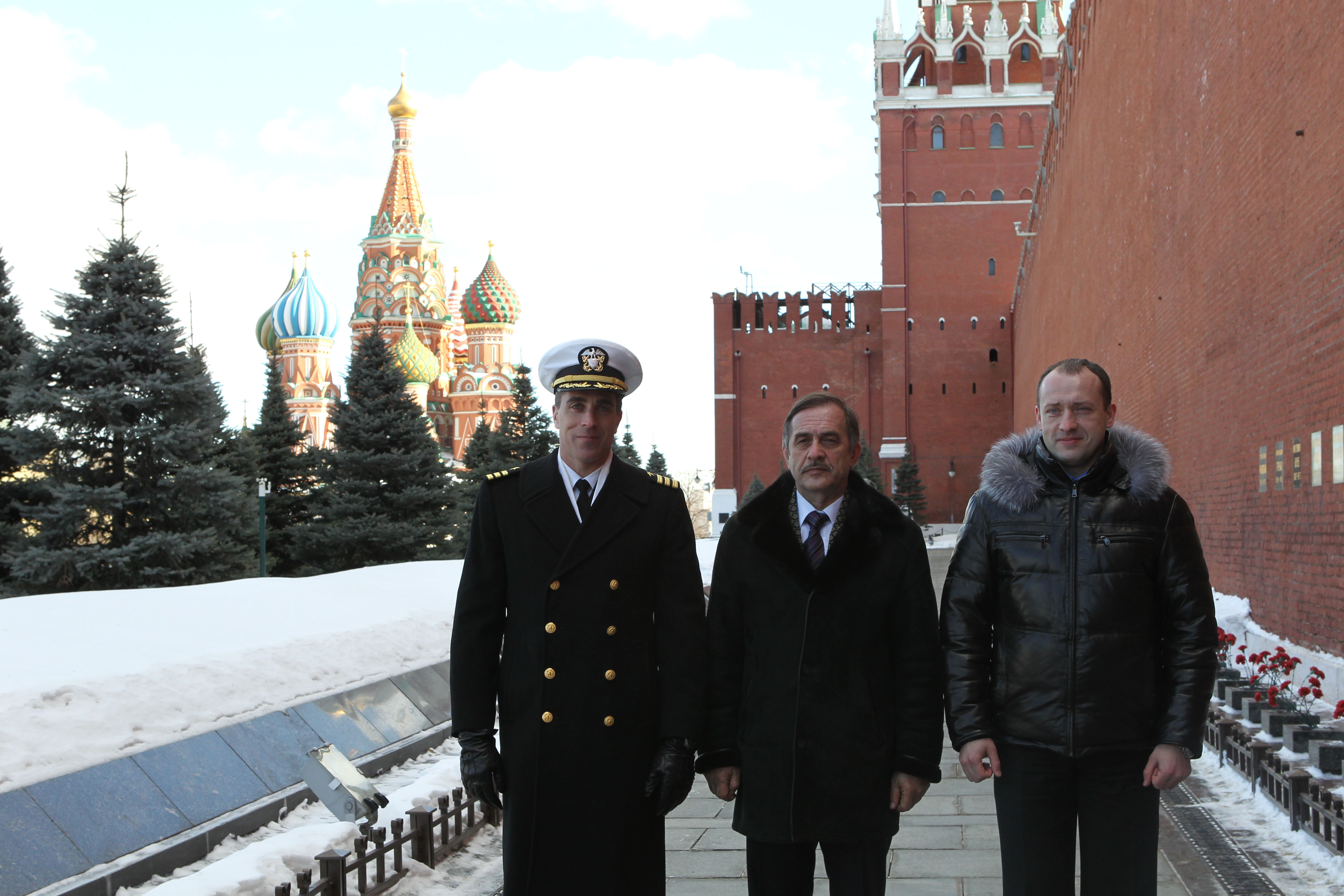
Els tripulants del Soiuz TMA-08M realitzen el seu recorregut cerimonial de la Plaça Roja el 7 de març de 2013.

| Posició           | Tripulant                                                                  | Tripulant                                                                  |
| ----------------- | -------------------------------------------------------------------------- | -------------------------------------------------------------------------- |
| Comandant         | Pàvel Vinogràdov, Agència Espacial Federal Russa (RSA) Tercer vol espacial | Pàvel Vinogràdov, Agència Espacial Federal Russa (RSA) Tercer vol espacial |
| Enginyer de Vol 1 | Aleksandr Missurkin, RSA Primer vol espacial                               | Aleksandr Missurkin, RSA Primer vol espacial                               |
| Enginyer de Vol 2 | Christopher Cassidy, NASA Segon vol espacial                               | Christopher Cassidy, NASA Segon vol espacial                               |

### Tripulació de reserva
| Posició           | Tripulant                | Tripulant                |
| ----------------- | ------------------------ | ------------------------ |
| Comandant         | Oleg Kótov, RSA          | Oleg Kótov, RSA          |
| Enginyer de Vol 1 | Serguei Riazanski, RSA   | Serguei Riazanski, RSA   |
| Enginyer de Vol 2 | Michael S. Hopkins, NASA | Michael S. Hopkins, NASA |

## Llançament

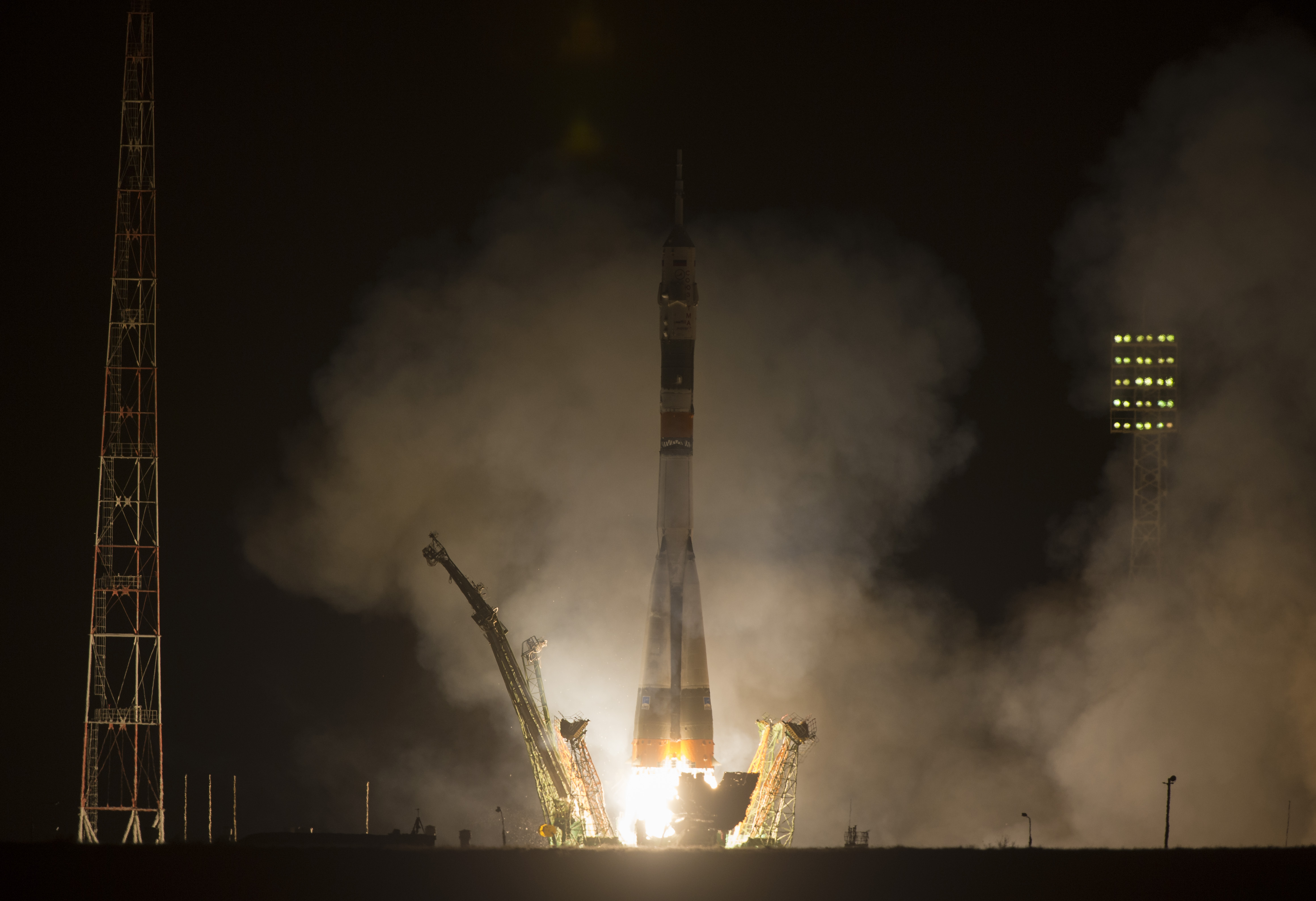
El coet Soiuz es llança de la Plataforma 1/5 al Cosmòdrom de Baikonur

La posada en marxa del coet Soiuz FG va tenir lloc el 26 de març de 2013. Després d'haver estat erigit en la seva posició en la plataforma de llançament, el vehicle de llançament va ser preparat per al compte enrere i el seu llançament el 28 de març. Els objectes finals de càrrega, inclosos algunes càrregues útils experimentals de temps crític per al segment rus de l'estació espacial es van carregar a la Soiuz dins de la plataforma de llançament.
El coet Soyuz FG transportant el Soiuz TMA-08M a dalt va ser llançat des de la Zona 1/5 al Cosmòdrom de Baikonur a Kazakhstan a les 20:43 GMT. Totes les etapes de la Soiuz es van realitzar normalment, i menys de nou minuts més tard es va lliurar la tripulació de la Soiuz TMA-08M de Pàvel Vinogràdov, Aleksandr Missurkin, i Christopher Cassidy en òrbita. Per al passeig a l'espai, el Comandant de la Soiuz Vinogràdov estava lligat al seient central d'abord mentre que l'enginyer Missurkin i l'enginyer de vol Chris Cassidy va prendre l'esquerra i els seients correctes, respectivament.

## Acoblament accelerat
Després de la inserció orbital, el Soiuz TMA-08M immediatament va començar a les operacions d'encontre. A la primera òrbita, la nau va executar les seves dues primeres ignicions programades dels motors. En la segona òrbita, els paràmetres orbitals actuals van ser transmesos des d'un lloc de control terrestre rus. With these parameters, la Soiuz va realitzar vuit ignicions d'encontre en les següents cinc hores de vol.
L'acoblament del Soiuz TMA-08M a l'estació espacial va ser completat poc després de quatre òrbites o sis hores després del llançament. L'acoblament de la nau al MRM-2 del mòdul Poisk va tenir lloc a les 2:28 GMT el 29 de març de 2013 una mica abans del previst. L'esdeveniment va establir un nou rècord per al més ràpid acoblament tripulat en el programa de l'Estació Espacial Internacional. Els anteriors llançaments de la Soiuz havien pres dos dies.
Després d'obrir les escotilles a les 4:35 GMT, la recentment arribada tripulació de la Soiuz va ser benvinguda a bord de l'estació pel comandant de l'Expedició 35 Chris Hadfield i els enginyers de vol Thomas Marshburn i Roman Romanenko. Tots els sis membres de la tripulació van participar en una cerimònia de benvinguda amb les seves famílies i els oficials de la missió al Centre de Control de Missió Rus a prop de Moscou.